# Garsa d'Aràbia
La garsa d'Aràbia (Pica asirensis), és una espècie de garsa en perill d'extinció endèmica a l'Aràbia Saudita. Només es troba a les terres altes del sud-oest del país, a la regió d'Asir. Només hi viu al bosc de ginebres africans en uadis i valls amb molta vegetació. Antigament se la classificava com a subespècie de la garsa euroasiàtica (Pica pica), i encara ho és per moltes autoritats. Aquesta espècie està molt amenaçada per la destrucció de l'hàbitat, ja que els seus boscos autòctons no es regeneren. El desenvolupament turístic i el canvi climàtic també representen una amenaça. Se sap que només n'hi ha 135 parelles (270 individus madurs) que sobreviuen a la natura, i aquest nombre està en declivi.
Un estudi filogenètic molecular publicat el 2018 va trobar que la garsa d'Aràbia era un tàxon germà de la garsa de l'Himàlaia que es troba a l'altiplà tibetà.